# Alpenpokal 1960
Der Alpenpokal 1960 war die 1. Auflage des Fußballwettbewerbs. Italien gewann den in einer Gruppenphase ausgespielten Wettbewerb.

## Tabelle
| Pl. | Verein  | Sp. | S | U | N | Tore    | Diff. | Punkte |
| --- | ------- | --- | - | - | - | ------- | ----- | ------ |
| 1.  | Italien | 16  | 7 | 5 | 4 | 035:250 | +10   | 19:13  |
| 2.  | Schweiz | 16  | 4 | 5 | 7 | 025:350 | −10   | 13:19  |

## Spiele
|                | Gesamt |                         | Hinspiel | Rückspiel |
| -------------- | ------ | ----------------------- | -------- | --------- |
| AS Rom         | 3:2    | Young Boys Bern         | 1:0      | 2:2       |
| US Alessandria | 1:5    | FC La Chaux-de-Fonds    | 0:2      | 1:3       |
| Hellas Verona  | 4:2    | FC Young Fellows Zürich | 3:1      | 1:1       |
| US Catanzaro   | 5:1    | SC Brühl                | 5:1      | 0:0       |
| FC Biel-Bienne | 6:4    | SSC Neapel              | 3:1      | 3:3       |
| FC Fribourg    | 2:9    | Catania Calcio          | 0:2      | 2:7       |
| FC Luzern      | 5:5    | US Triestina            | 4:3      | 1:2       |
| FC Zürich      | 2:4    | FC Palermo              | 0:2      | 2:2       |